# Ministerium Potocki

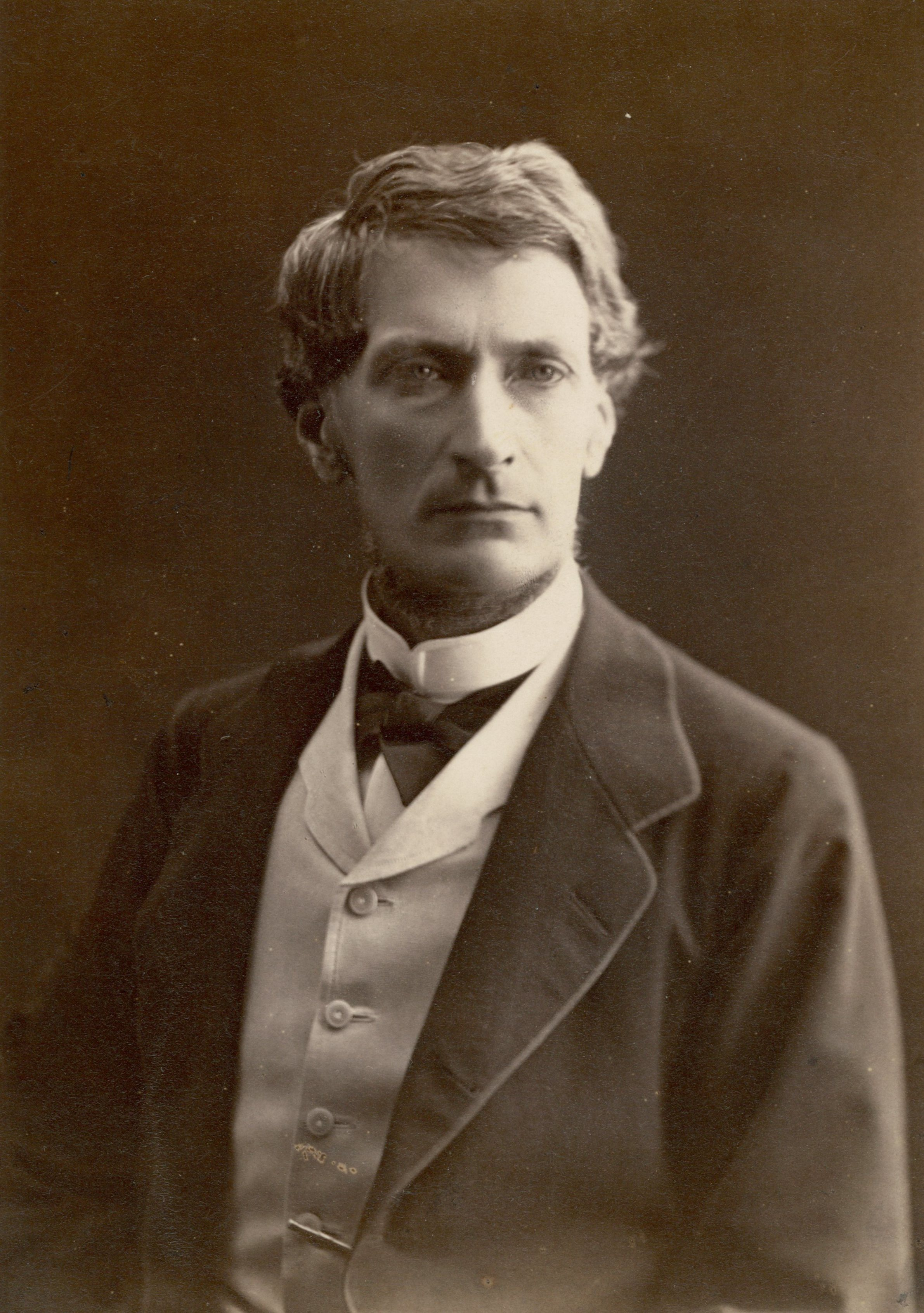
Alfred Józef Potocki war 1870 / 1871 Ministerpräsident Altösterreichs

Das Ministerium Potocki wurde am 12. April 1870 von dem Ministerpräsidenten Alfred Józef Potocki in Cisleithanien gebildet, eine vor allem im Beamtentum und bei Juristen gebräuchliche inoffizielle Bezeichnung für den nördlichen und westlichen Teil Österreich-Ungarns. Es löste das Ministerium Hasner ab und blieb bis zum 6. Februar 1871 im Amt. Daraufhin folgte das Ministerium Hohenwart.
Der Außenminister, der Kriegsminister und der gemeinsame Finanzminister waren nicht Mitglieder dieses Kabinetts. Siehe k.u.k. gemeinsame Ministerien.

## Minister
Dem Ministerium gehörten folgende Minister an:
| Amt                             | Amtsinhaber                                                               | Beginn der Amtszeit                      | Ende der Amtszeit                         |
| ------------------------------- | ------------------------------------------------------------------------- | ---------------------------------------- | ----------------------------------------- |
| Ministerpräsident               | Alfred Józef Potocki                                                      | 12. April 1870                           | 6. Februar 1871                           |
| Ackerbauminister                | Alfred Józef Potocki (beauftragt) Alexander von Petrino                   | 12. April 1870 18. Juni 1870             | 6. Mai 1870 6. Februar 1871               |
| Handelsminister                 | Sisinio von Pretis-Cagnodo (beauftragt)                                   | 12. April 1870                           | 6. Februar 1871                           |
| Kultus- und Unterrichtsminister | Adolf von Tschabuschnigg (beauftragt) Karl von Stremayr                   | 12. April 1870 28. Juni 1870             | 28. Juni 1870 6. Februar 1871             |
| Finanzminister                  | Karl Distler Ludwig von Holzgethan                                        | 12. April 1870 5. Mai 1870               | 5. Mai 1870 6. Februar 1871               |
| Innenminister                   | Eduard Taaffe                                                             | 12. April 1870                           | 6. Februar 1871                           |
| Justizminister                  | Adolf von Tschabuschnigg                                                  | 12. April 1870                           | 6. Februar 1871                           |
| Minister für Landesverteidigung | Eduard Taaffe Victor Widmann-Sedlnitzky Alfred Józef Potocki (beauftragt) | 12. April 1870 5. Mai 1870 28. Juni 1870 | 5. Mai 1870 28. Juni 1870 6. Februar 1871 |